# Federico Collignon
Federico Collignon war ein in Mexiko wirkender Fußballspieler auf der Position eines Stürmers.

## Leben
Collignon kam aus Berlin zunächst nach Mexiko-Stadt, wo er sich dem Rovers FC angeschlossen hatte, mit dem er wahrscheinlich noch in der Saison 1915/16 die Copa Tower gewonnen hatte, bevor die vorwiegend aus englischen Spielern bestehende Mannschaft auseinanderfiel und Collignon nach Guadalajara kam. Dort schloss er sich bald einer Gruppe von Enthusiasten um „Lico“ Cortina an, die am 15. August 1916 den Club Atlas ins Leben riefen.
Auf den Tag genau einen Monat nach der Vereinsgründung gehörte Collignon zu der Mannschaft, die den allerersten Clásico Tapatío gegen den späteren Erzrivalen Deportivo Guadalajara bestritt.